# Dondo (Angola)
Dondo ist eine Stadt in Angola. Sie ist Hauptstadt des Kreises (Município) von Cambambe, in der Provinz Cuanza Norte. Der Fluss Cuanza fließt durch Dondo.

## Geschichte
Die Geschichte des Ortes reicht bis in das 14. Jahrhundert zurück. Der Ort hieß Mbanza Kabaza (Kimbundu für: Königssitz) und beherbergte 1625 den größten Markt des Ngola-Reiches. Im Zuge der fortschreitenden portugiesischen Kolonisation kam auch dieses Gebiet im weiteren Verlauf des 17. Jahrhunderts unter die Kontrolle der Portugiesen, die hier u. a. die Festung Fortaleza de Cambambe und die Kirche Igreja de Nossa Senhora do Rosário (Kirche Unserer Lieben Frau vom Rosenkranz) errichteten.
1771 gründete der Portugiese Francisco Inocêncio Coutinho in Nova Oeira (heute Gemeinde Massangano) eine Eisengießerei, die hier als erste Metallfabrik Afrikas gilt. Dondo wurde 1857 Sitz eines eigenen Kreises (Concelho) und zählte etwa 100 Portugiesen unter seinen Einwohnern. Der Ort wuchs weiter, insbesondere durch den Zuzug der Einwohner der 17 km entfernten Ortschaft Aldeia do Soba Kambambe. Der Kreis erhielt danach den Namen Cambambe. 1870 wurde Dondo zur Kleinstadt (Vila) erhoben und nahm insbesondere durch die landwirtschaftliche Produktion weiteren Aufschwung. 1941 wurde die Eisenbahnstrecke von Zenza do Itombe nach Dondo eröffnet, eine Zweigstrecke der Luandabahn. In Folge der verbesserten Transportwege entstanden hier eine Reihe Betriebe (Baumwollverarbeitung Ambriz, Baustoffindustrie, Textilfabrik Satec, Weinvertrieb Vinelo), insbesondere nach der Eröffnung des seit 1958 errichteten Wasserkraftwerks der Cambambe-Talsperre im Jahr 1960. Am 29. Mai 1973 wurde Dondo zur Stadt (Cidade) erhoben.

## Sehenswürdigkeiten
Die Festung und die in ihr errichtete Kirche aus dem 17. Jahrhundert sind die ältesten Baudenkmäler Dondos. Im Zusammenhang mit dem Bau des Kraftwerks und der Talsperre ab 1958 entstanden eine Reihe neuer Bauten, darunter die futuristische Herberge Pousada do Complexo Hidro-Elétrico de Cambambe.
Nahe dem Flussufer steht das in den 1950er Jahren entstandene, heute denkmalgeschützte Hotel Marginal. Zudem spenden Bäume am Flussufer in der Innenstadt Schatten und laden zum Verweilen am Fluss ein.

## Wirtschaft
Die Stadtverwaltung verfügt über ein 200 ha großes Gewerbegebiet für etwa 70 Betriebe. Es entstand 2013 im Rahmen eines staatlichen Programms zur Re-Industrialisierung der Kreise Cambambe und Lucala. In früheren Zeiten waren in Dondo u. a. Unternehmen der Textilindustrie, des Weinhandels, der Baumwollverarbeitung, und der Baustoffindustrie tätig. Auch das Wasserkraftwerk von Cambambe und die Brauerei EKA, beide aus der Kolonialzeit stammend, befinden sich bis heute hier und überstanden als einzige Unternehmen am Ort den Angolanischen Bürgerkrieg bei vollem Betrieb.
2013 wurden japanische Investitionen in die Neugründung zweier Textilfabriken in Dondo bekannt. Auf dem Gelände der ehemaligen Textilfabrik Satec (später Bula Matadi l) sollen bis 2015 1.500 neue direkte Arbeitsplätze entstehen. Auch zwei Betriebe der Lebensmittelindustrie des Agrarunternehmens Génios Angola wollen sich hier ansiedeln.
Weiter von Bedeutung ist die Flussfischerei und die Landwirtschaft, deren Hauptanbauprodukte Bananen, Maniok, Bohnen, Süßkartoffeln und Zitrusfrüchte sind.